# Tipula (Schummelia) subtenuicornis
Tipula (Schummelia) subtenuicornis is een tweevleugelige uit de familie langpootmuggen (Tipulidae). De soort komt voor in het Nearctisch gebied.